# Parque estatal Babcock
El parque estatal Babcock (en inglés: Babcock State Park) es un parque estatal ubicado a lo largo del parque nacional y reserva New River Gorge en 16,7 km² boscosos ubicados en el condado de Fayette, Virginia Occidental. Se encuentra aproximadamente a 32 km del puente New River Gorge.
Ubicado cerca de la sede del parque, el molino de molienda Glade Creek es una famosa atracción local. Fue nombrado en honor a Edward V. Babcock. Terminado en 1976 combinando partes de otros tres molinos de Virginia Occidental, es una réplica del molino de Cooper original que estaba ubicado en las cercanías. El sitio web del parque describe al molino Glade Creek como un monumento vivo y en funcionamiento, a imagen de los más de 500 molinos que solían estar ubicados en todo el estado.

## Características
- 28 cabañas.
- 52 campings.
- Tienda de regalos.
- Más de 32 km de rutas de senderismo.
- Instalaciones deportivas al aire libre (cancha de baloncesto, cancha de tenis, cancha de voleibol, foso de herraduras).
- Lago Boley de 77.000 m².
- Alquiler de embarcaciones (botes de remo, pedalos, canoas).
- Piscina.
- Pesca (lago y arroyo).
- Paseos a caballo y en poni (cerrado).
- Caminatas y presentaciones dirigidas por naturalistas.
- Refugios para pícnic.
- La harina de maíz y la harina de trigo sarraceno elaboradas en el molino Glade Creek están disponibles para la venta.
- Vistas panorámicas.

## Accesibilidad
La accesibilidad para discapacitados fue evaluada por la Universidad de Virginia Occidental. La evaluación encontró que el campamento, los refugios para pícnic, los baños y las rampas y puertas de los edificios públicos eran accesibles. El parque también cuenta con acceso de pesca accesible y dos cabañas accesibles. Durante la evaluación de 2005 se identificaron algunos problemas relacionados con la señalización de los estacionamientos y escaleras resbaladizas.